# Braunhirse
Braunhirse ist ein Handelsname für besonders in Reformhäusern und im Naturkosthandel angebotene, nicht geschälte und nicht entspelzte Hirsekörner unklarer Arten- und Sortenzugehörigkeit. Die Bezeichnung „Braunhirse“ entstammt dem Handel und der Vermarktung. Es handelt sich weder um eine besondere Hirseart noch um eine warenkundlich definierte Bezeichnung und auch nicht um einen traditionellen Namen oder eine Urform oder besonders alte Sorte. Die Bezeichnung ist Anfang der 2000er Jahre aufgekommen.
Die Anbieter schreiben der Braunhirse eine ganze Reihe gesundheitsfördernde Inhaltsstoffe und Eigenschaften zu. Diese sind nicht nur in wesentlichen Teilen unbelegt, sondern vom Verzehr können nicht unerhebliche gesundheitliche Risiken ausgehen, insbesondere dann, wenn größere Mengen nicht oder falsch zubereiteter Körner oder Produkte verzehrt werden.

## Beschreibung
Hirsekörner sind, wie Getreide generell, die, bei Hirsen sehr kleinkörnigen, Karyopse genannten Früchte der entsprechende genutzten Gräserarten. Bei Hirsen sind die direkt nach der Ernte im Regelfall fest mit den harten Spelzen verwachsen. Die Färbung von Hirsekörnern ergibt sich aus einer Kombination der Farben des Mehlkörpers (botanisch das Endosperm), der Farbe von der diesen einschließenden Aleuronschicht, der Samenschale und des Perikarps. Braun gefärbte Körner weisen meist intensiver gefärbte äußere Samenschale auf, bei gelb gefärbten überwiegt die Färbung des Endosperms und des Perikarps. Pigmente im Endosperm können auch zu mehr oder weniger grauer Färbung führen. Dem entsprechend sind zahlreiche Hirsesorten unterschiedlichster Färbung in Verwendung und auch im Handel erhältlich. Die als „Braunhirse“ vermarkteten sind kräftig gefärbte, meist mehr oder weniger rotbraune bis orangebraune Körner verschiedener Sorten. Meist werden im Handel aber nicht die Körner selbst, sondern daraus gewonnenes Mehl und Zubereitungen angeboten.

## Verarbeitung
Wegen der steinharten, kieselsäurehaltigen Schalen ist Hirse nur in geschälter Form genießbar. Bei der seit Jahrtausenden üblichen traditionellen Nutzung wurden die äußeren Schichten, bei Getreide Kleie genannt, als Spelz- und Schälkleie abgetrennt. Dadurch gehen bei der Verarbeitung etwa 10 bis 35 Prozent des Ursprungsgewichts verloren. Dem entsprechend ist traditionell zubereitete Hirse, etwa als Hirsebrei, kein Vollkornprodukt.
Die Neuerung bei den „Braunhirse“-Produkten ist nun, das gesamte Korn zu Mehl oder Pulver aufzubereiten, ohne die Schalen, meist auch die Spelzen, vorher zu entfernen. Dadurch können auch Sorten verwendet werden, die sich schlecht schälen lassen und daher vorher vermieden wurden, insbesondere die kräftiger gefärbten braunen Sorten. Dafür sind die meisten Getreidemühlen, etwa haushaltsübliche Mühlen, ungeeignet. Braunhirse wird daher im Regelfall in sogenannten Zentrofan-Getreidemühlen verarbeitet. Bei dieser besonderen Bauform wird das Produkt durch einen spiralförmigen Luftstrom immer wieder auf einen feststehenden Mahlstein aus Basaltlava gelenkt. Diese Mahltechnik erhitzt das Mahlgut nicht sehr stark, führt aber zu hohem Flüssigkeitsentzug.
Bei Verbrauchern wird „braun“ bei Getreideprodukten mit Vollkorn und mit Gesundheit aussoziiert. Bei der entsprechenden Vermarktung wird daher besonders die Zuordnung als „Naturprodukt“ und mögliche Gesundheitswirkungen herausgestellt.

## Inhaltsstoffe
Im Wesentlichen entsprechen die Inhaltsstoffe von „Braunhirse“ derjenigen jeder anderen Hirse. Unterschiede ergeben sich über die mitvermahlenen Spelz- und Schälkleie und Einflüsse der besonderen Zentrofan-Getreidemühlen auf das recht fettreiche Mehl (für das diese eigentlich nicht gedacht waren).
Die braunen Farbstoffe der Schalen von Hirsen (Sorghum- und Millethirsen gleichermaßen) bestehen aus phenolischen Pigmenten, etwa Phenolsäuren, Flavonoiden und Tanninen (Polyhydroxyphenolen). Diese haben die Eigenschaft, Proteine zu binden und auszufällen. Es handelt sich also um antinutritive Verbindungen. Ob diejenigen aus der Samenschale von Hirsen neben dieser negativen eventuell auch positive Wirkungen haben können, ist umstritten. Entsprechende Angaben von Herstellern sind nicht wissenschaftlich belegbar. Durch den Gehalt an Phytinsäure behindern sie außerdem die Aufnahme von in der Nahrung enthaltener Mineralstoffe in den Körper. Der hohe Oxalsäuregehalt ist nur bei Aufnahme hoher Mengen gesundheitlich bedenklich, er führt dann zur Fällung von Calcium und kann Nierensteine begünstigen. Phytinsäure und Oxalsäure gehören zu den Antioxidantien. Eine negative Wirkung der Inhaltsstoffe wird teilweise bezweifelt, da diese bei nicht erhitztem Mehl möglicherweise mehr oder weniger unverändert wieder ausgeschieden würden. Allerdings wäre dann auch keine positive Wirkung zu erwarten.
Bei der Verarbeitung zu Mehl werden die in der Hirse enthaltenen, empfindlichen mehrfach ungesättigten freien Fettsäuren und β-Carotine durch Kontakt mit Sauerstoff verändert und teilweise abgebaut. Wird das Mehl nicht sofort versiegelt, kann es dadurch auch zu geschmacklichen Beeinträchtigungen kommen (Lipidverderb mit kratzendem Bittergeschmack). Die kieselsäurehaltigen harten Bestandteile der Schale können vermahlen Magen- und Darmschleimhäute reizen. Der hohe Kieselsäuregahalt kann aber auch positiv gewertet werden. Die Verwendung von Braunhirse ist wegen der Reizwirkungen bei Zöliakie nicht empfehlenswert.
Durch das Mitvermahlen der äußeren Schalen und Spelzen besteht weiterhin das Risiko, dass außen anhaftende Verunreinigungen und Rückstände, etwa von Pestiziden, in das Produkt gelangen.